# Каролинум (Цюрих)
Каролинум (Carolinum, иногда также Prophezei или Prophezey) — образовательное учреждение, предшественник теологического факультета Цюрихского университета, основанное в 1525 году. Как здание является частью бывшего клуатра монастыря Гросмюнстер в Цюрихе (Швейцария). Гросмюнстер и Каролинум (Ehemalige Mädchenschule am Grossmünster) занесены в Швейцарский перечень культурных ценностей национального и регионального значения как объект класса А.

## История

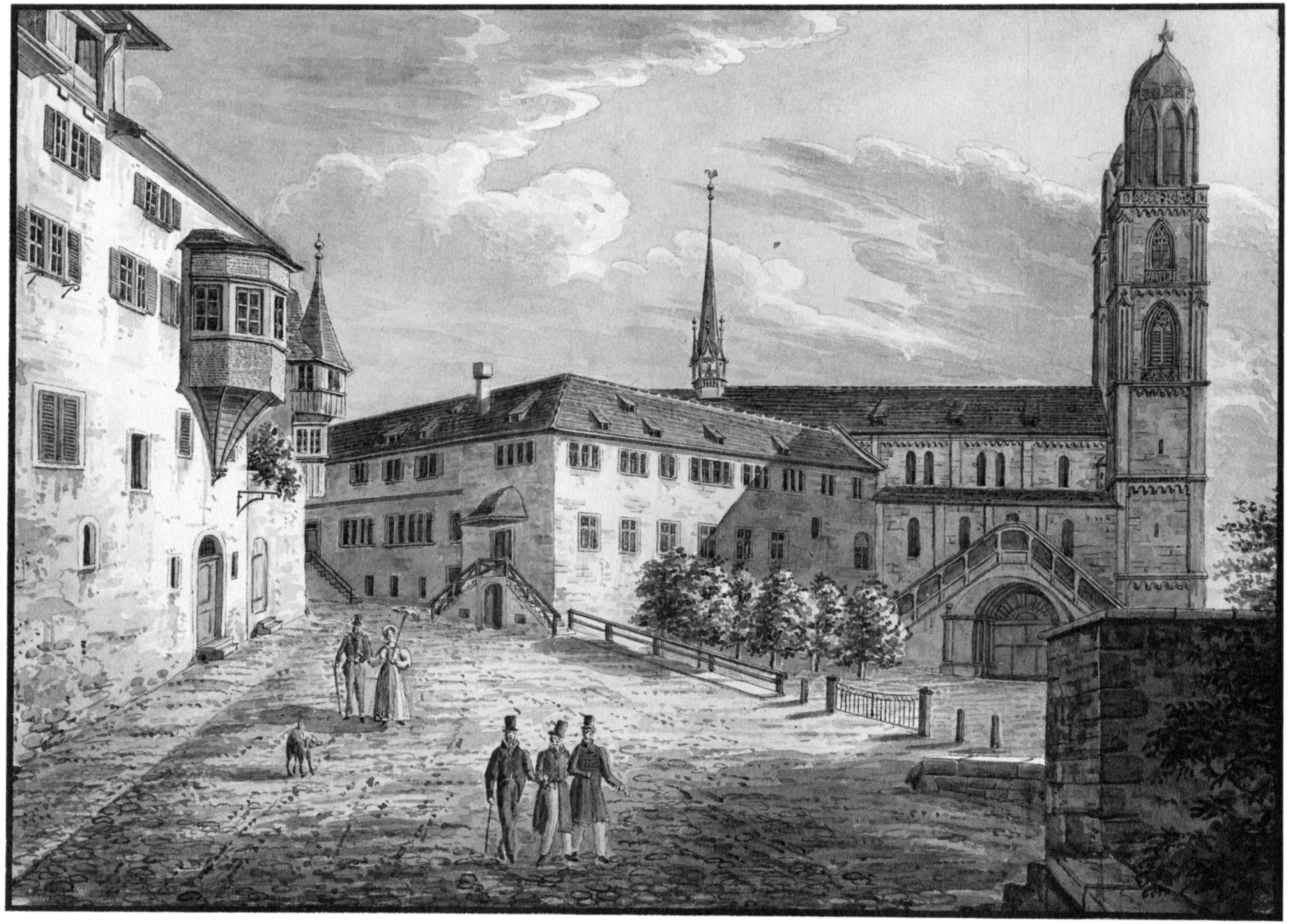
Каролинум и Гросмюнстер на рисунке Эмиля Шульхесса 1835 года

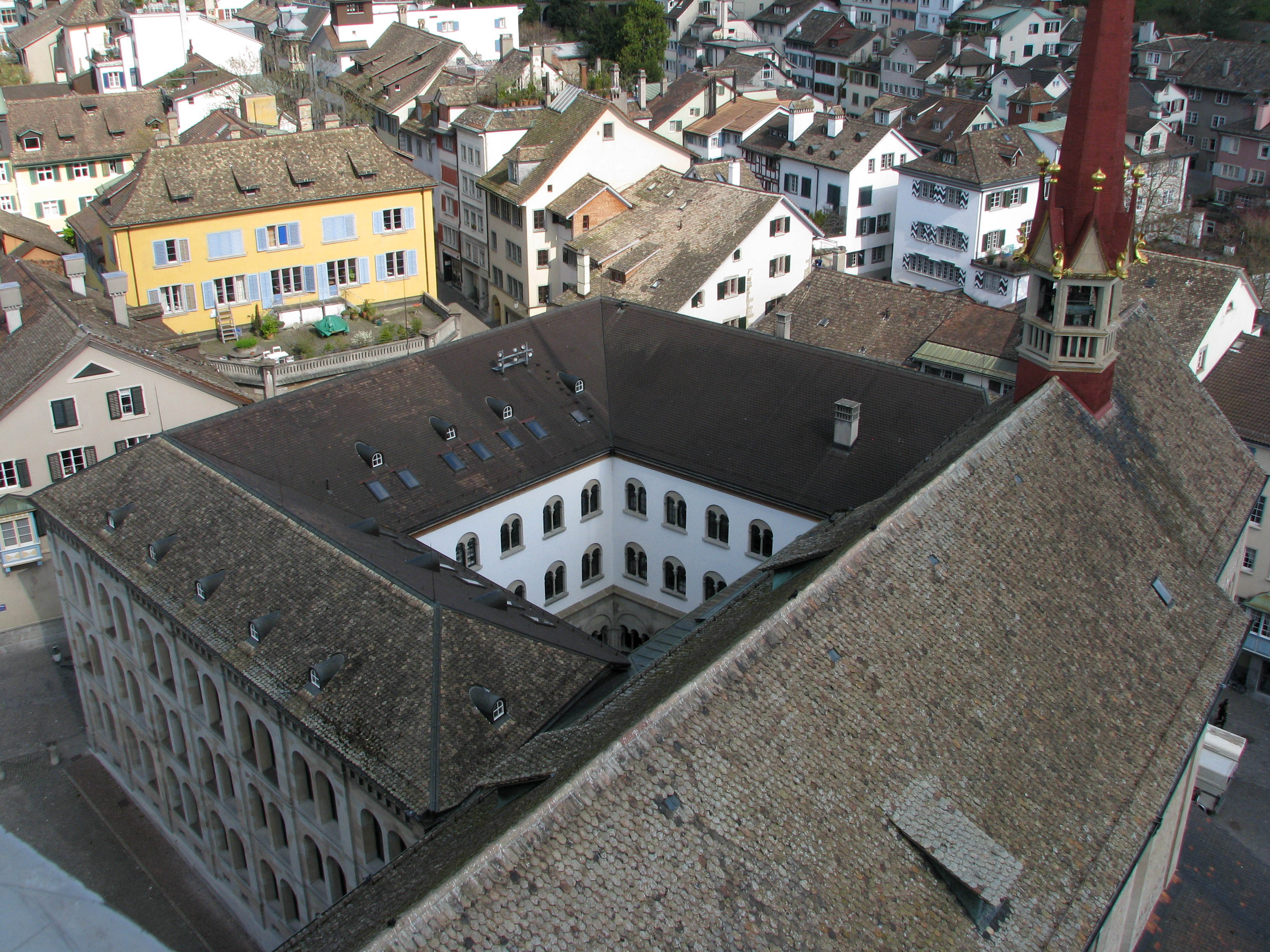
Бывший клуатр, вид из башни собора Гросмюнстер

Официальное академическое образование в Цюрихе восходит своими корнями к средневековым колледжам и городским школам. В позднем европейском средневековье был упомянут Carolinum, связанный с монастырем Гросмюнстер и его канониками. После начала реформации в Цюрихе обучение в нём стало важной ступенью при подготовке будущих протестантских богословов. Как и другие учебные заведения, он назван в честь Карла Великого («Кароль» или швейцарско-немецкое «Карл»).
29 сентября 1523 года по поручению городского совета Цюриха реформатор Ульрих Цвингли инициировал преобразование бывшей латинской школы «Prophezey» или «Prophezei» в учебный центр для реформатских богословов; уроки начались 19 июня 1525 года. Лекции по будням («Lezgen» или «Lectiones», буквально: уроки) были бесплатными для всех желающих из городских и сельских районов городской республики Цюрих; проводились они хорошо образованными людьми. Schola Tigurina Генриха Буллингера, возможно, повлияла на образование во многих других учреждениях, начиная с 1559 года. В XVIII веке Schola Tigurina Буллингера объединилась с богословским факультетом и старшими классами средней школы тогдашнего Каролинума. Финансированием кафедр и профессоров занимались секуляризованные каноники бывшего монастыря Гроссмюнстер. Помимо богословских предметов и классических языков, в 1541 году было создано отделение естествознания (Конрад Геснер), в 1731 году — кафедра политологии (Иоганн Якоб Бодмер), а в 1782 году — хирургический институт для подготовки врачей.
После упразднения общины Chorherrenstift в 1832 году здание было продано кантону Цюрих. В 1849 году сооружения были снесены и заменены зданием Густава Альберта Вегмана. Здание женской гимназии Grossmünsterplatz (в настоящее время Töchterschule), городской средней школы для девочек, было построено в 1875 году; гимназия находилась в нём до 1976 года, когда туда переехал богословский факультет Цюрихского университета.
Нынешний университет Цюриха расположен в Каролинуме и использует его прежний логотип — силуэт церкви Гросмюнстер. Считается, что университет создан в традициях канонов институтов Каролинума.

## Известные личности
- Теодор Библиандр, преподаватель
- Иоганн Якоб Бодмер, преподаватель
- Генрих Буллингер, преподаватель
- Конрад Геснер, преподаватель
- Конрад Пелликан, преподаватель
- Йосия Зимлер, преподаватель
- Пётр Мартир Вермильи, преподаватель

## Архитектура
Здание расположено по адресу Kirchgasse 9, на площади Grossmünsterplatz, граничащей с восточной стороны с церковью Гросмюнстер, юго-восточнее от Ноймаркта и, соответственно, северо-западней площади Мюнстерхоф в Цюрихе.

### Монастырь и Каролинум

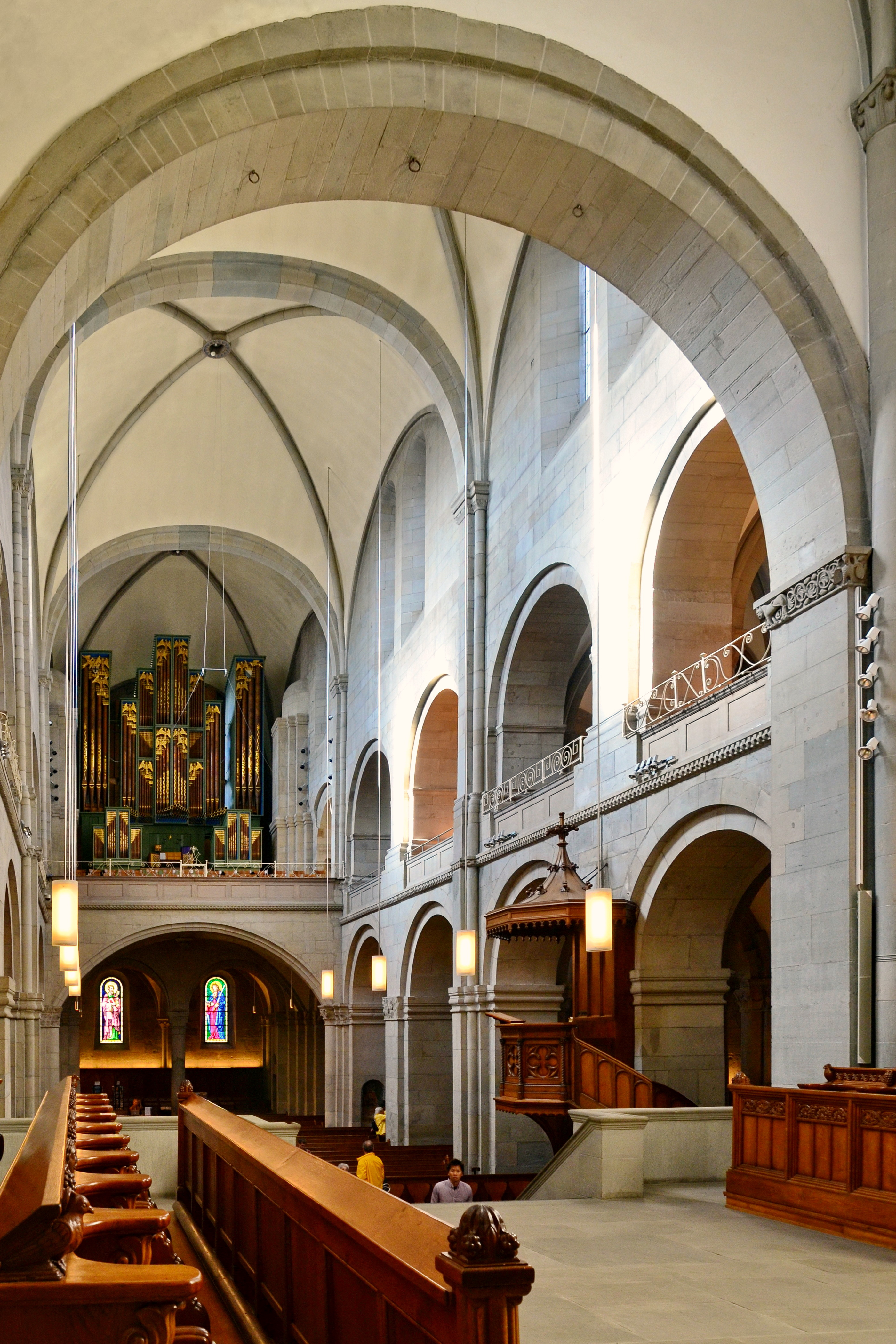
Внутренний вид монастыря

Клуатр бывшей церкви Chorherrenstift Grossmünster, местного отделения августинских каноников, датируется концом XII века. Монастырь был распущен в 1832 году, освободив место для женской школы. Клуатр был частично разрушен, частично интегрирован в новое здание, конструкция которого основывалась на исходной архитектуре, но включала многочисленные доработки архитектора. В бывшем монастыре также проходит постоянная выставка, посвящённая Цвингли и другим известным личностям эпохи Реформации.

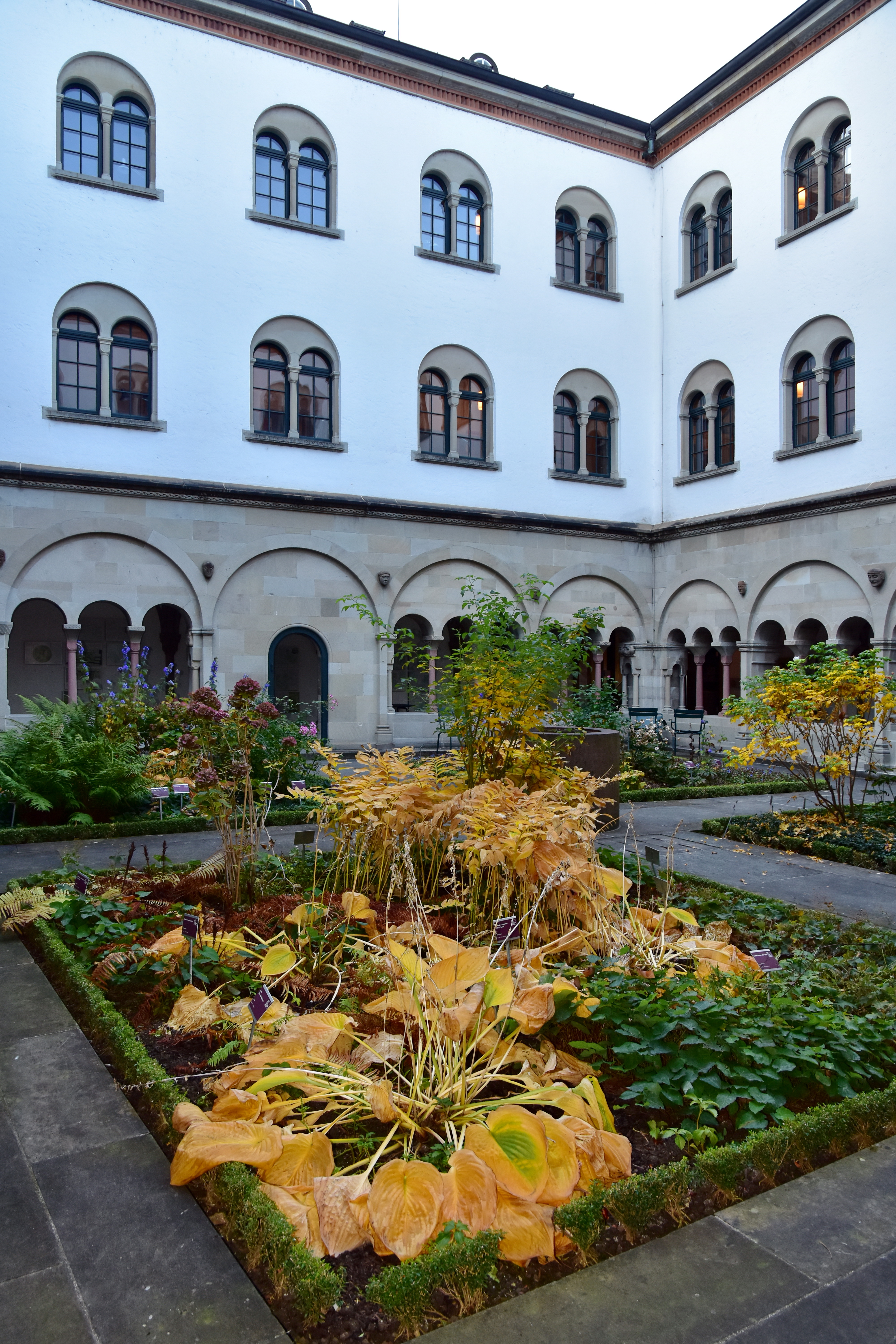
Сад с травами

Клуатр был отреставрирован в 2009 году, архитектурные элементы из песчаника были очищены, а внутренний сад перепланирован при сотрудничестве фонда ProSpecieRara. Собрание культурно-исторических декоративных растений было начато учёным-естествоиспытателем и эрудитом Конрадом Геснером, который нашел свое последнее пристанище в монастыре. Геснер, в числе прочего, занимался обучением, поэтому обновленный сад во внутреннем дворе посвящен теме земли, огня, воды и воздуха, представляя собой четыре клумбы культурно-исторических декоративных растений аналогично Гесснер-Гартену в Ботанический саду.

### Современное состояние
После упразднения конгрегации Chorherrenstift в 1832 году и до 1849 года сооружения были в основном снесены и заменены зданием Вегмана в стиле романского Возрождения. Сегодняшнее здание факультета построено по чертежам Густава Альберта Вегмана с 1843 по 1849 год. Во время сноса клуатр был разобран, дополнен множеством новых частей и интегрирован в новое здание в 1851 году. Здание церкви Гросмюнстер принадлежит кантону Цюрих, а пристройка, являющаяся бывшей обителью, находится в собственности города Цюрих. С 1976 года она сдается в аренду теологическому факультету Цюрихского университета.

## Культурное наследие
Гросмюнстер и Каролинум (Ehemalige Mädchenschule am Grossmünster) занесены в швейцарский перечень культурных ценностей национального и регионального значения как объект класса А национального значения.